# Damla Colbay
Damla Colbay (Smirne, 14 gennaio 1993) è un'attrice turca.

## Biografia
Nata a Smirne da Erhan e Ayten Colbay, passa la propria gioventù a Karşıyaka prima di trasferirsi a Istanbul nel 2013. Studia recitazione presso l'Università 9 Settembre di Smirne.
Incomincia la sua carriera di attrice all'età di 21 anni, venendo inclusa nella serie televisiva Kara Para Aşk nel ruolo di Demet Demir. Nel 2015 ottiene il suo primo ruolo da protagonista interpretando İnci Temizyürek nella fiction Hayat Mucizelere Gebe, che viene tuttavia cancellata dopo 7 episodi a causa dei bassi ascolti.
Nel 2016 recita nella fiction che la rende celebre nel piccolo schermo, İçerde, divenuta poi la serie turca più visualizzata su YouTube.

## Filmografia

### Televisione
- Kara Para Aşk – serie TV (2014-2015)
- Hayat Mucizelere Gebe – serie TV (2015-2016)
- İçerde – serie TV (2016-2017)
- Zengin ve Yoksul  – serie TV (2019-in corso)